# Kosovir
Kosovir je izvirni literarni lik slovenske avtorice Svetlane Makarovič. Prvič nastopi v delu Kosovirja na leteči žlici, kasneje v delih Kam pa kam, kosovirja? in Mi, kosovirji. 

## Opis kosovirja
KOSOVIR, mali (Cosovirius ferus ululans) je zanimiva žival, ki živi v Kosoviriji. Kosovirje delimo na radovedne in neradovedne. Imajo črn kožuh, ki se odlikuje po izredni mehkobi. Krasi jih dolg, košat rep, ki se navadno končuje v čopek. V gobčku ima kosovir šestnajst ostrih zob, s katerimi razkosava paradnižnike, ki so glavna kosovirska hrana.
Kosovirji so večinoma ljubke in družabne živali, ne smemo pa jih dražiti ali celo prehitro zbujati iz spanja. Takrat pobesnijo, praskajo in glasno vreščijo ter kosovikajo. Izjema so neradovedni kosovirji, ki pa so manj razširjeni. Obe vrsti prebivata v žlicah, na katerih rastejo paradižniki. Z žlicami se tudi premikajo po zraku.
Bližnji sorodniki: skovir, polh, zvijavt.
Daljni sorodniki: vse, kar je puhastega, toplega, živahnega in nagajivega, pa tudi lenuhastega.

Deželo Kosovirijo je izredno težko najti, ker ni ustreznih prometnih zvez, razen tega tudi ni označena na zemljevidih iz preprostega razloga, ker je zdaj tu zdaj tam.— —Svetlana Makarovič v knjigi Kosovirja na leteči žlici, 1974.